# تيري أوستين
تيري أوستين هي ممثلة كندية، ولدت في 17 أبريل 1957 بتورونتو في كندا.

## أعمال

### مسلسلات
- بيفرلي هيلز 90210
- موردر

## وصلات خارجية
- تيري أوستين على موقع IMDb (الإنجليزية)
- تيري أوستين على موقع ألو سيني (الفرنسية)
- تيري أوستين على موقع أول موفي (الإنجليزية)
- تيري أوستين على موقع قاعدة بيانات الأفلام السويدية (السويدية)
- تيري أوستين على موقع إن إن دي بي (الإنجليزية)
- تيري أوستين على موقع قاعدة بيانات الفيلم (الإنجليزية)
- تيري أوستين على موقع كينوبويسك (الروسية)